# Kronologija Domovinskog rata: ožujak 1990.

### 3. ožujka
- Način, najave i pripreme skupa na Petrovoj gori, kao i nacionalističko djelovanje pojedinaca i grupa u njegovoj pripremi, najava organiziranog dolaska već ranije eksponiranih nacionalista izvan Hrvatske, te medijska podrška tom skupu, ukazuju na pokušaj da se on pretvori u sredstvo međunacionalnih razdora, širenja srpskog nacionalizma i političke destabilizacije Hrvatske, stoji u izjavi CK SKH uoči najavljenog političkog skupa na Petrovoj gori.[1]

### 4. ožujka
- Oko 50.000 ljudi s Korduna i Banovine, Like, Bosanske krajine i Pokuplja, te s Kosova, Vojvodine i Srbije okupilo se na zboru bratstva i jedinstva na Petrovoj gori, na kojem nije bilo Titove slike, ali se nosila Miloševićeva i izvikivale parole: Ovo je Srbija, Jugoslavija, Jugoslavija, Ubit ćemo Tuđmana, Nećemo podele, Jača Srbija, jača Jugoslavija...[1]
- Način, najave i pripreme skupa na Petrovoj Gori, kao i nacionalističko djelovanje pojedinaca i grupa u njegovoj pripremi, najava organiziranog dolaska već ranije eksponiranih nacionalista izvan Hrvatske, te medijska podrška tom skupu, ukazuju na pokušaj da se on pretvori u sredstvo međunacionalnih razdora, širenja srpskog nacionalizma i političke destabilizacije Hrvatske, stoji u izjavi CK SKH uoči najavljenog političkog skupa na Petrovoj gori.[1]

### 5. ožujka
- Predsjedništvo HDZ-a izdalo priopćenje u povodu hajke za zabranu HDZ-a i stvaranja Koalicije narodnog sporazuma četiriju opozicijskih stranaka Hrvatske, u kojem se izražava čuđenje zbog njihove otvorenosti prema bivšim komunističkim prvacima.[1]
- Predsjedništvo SFRJ pokrenulo pred Ustavnim sudom Jugoslavije postupak za ocjenu ustavnosti Zakona o unutrašnjim poslovima Slovenije, povodom zabrane mitinga istine Srba, koji se trebao održati prosinca prošle godine u Ljubljani.[1]

### 7. ožujka
- Strategija mitinga na Petrovoj gori napad je na SR Hrvatsku, stav je Predsjedništva SRH.[1]

### 8. ožujka
- Usvajanjem novih amandmana na Ustav od sva tri vijeća slovenske Skupštine, u Ljubljani proglašena Republike Slovenija.[1]

### 9. ožujka
- Tuđman je na svojoj liniji bio odlučniji od Savke i Tripala... Jugoslavija se može održati isključivo kao kombinacija konfederacije i federacije, a postojat će sve dotle dok Srbi i Hrvati budu kadri nalaziti zajednički jezik... Sve naše brojke o ratnim žrtvama preuveličane su i do 20 puta, izjavio u Beogradu za Večernji list Milovan Đilas.[1]

### 10. ožujka
- Odnosi Srba i Hrvata, presudni za opstanak Jugoslavije, pogoršani su nakon protesta srpskih nacionalista na Petrovoj gori, javlja BBC.[1]

### 17. ožujka
- Velikim zborom u zagrebačkoj dvorani Cibone Koalicija narodnog sporazuma otvorila predizbornu kampanju, a Miko Tripalo izjavio, tim povodom, da je to nastavak hrvatskog proljeća iz 1971., ali u novim, boljim uvjetima i s idejama i ljudima primjerenim današnjem vremenu.[2]

### 18. ožujka
- Na predsjednika HDZ-a dr. Franju Tuđmana, dok je govorio na osnivačkoj skupštini ogranka u Benkovcu, pokušan atentat, no redari HDZ-a razoružali Srbina Boška Čubrilovića i spriječili ga u pokušaju da se s uperenim pištoljem probije do tribine.[2]

### 21. ožujka
- Predsjedništvo SR Hrvatske energično osudilo agresivni pokušaj onemogućavanja osnivačkog skupa ogranka HDZ-a u Benkovcu, a naročito namjeravani napad na predsjednika stranke dr. Franju Tuđmana.[3]
- Noćne straže naoružanih srpskih stanovnika u mjestima Ravnih kotara presreću i zaustavljaju redovne autobusne linije.[3]

### 23. ožujka
- Republički sekretarijat za upravu i pravosuđe registrirao do 23. ožujka 32 političke stranke.[3]
- HDZ uputio Poruku mira i prijateljstva Srbima u Hrvatskoj.[3]
- Naš neposredni izborni cilj je dobiti od 15 do 20 općinskih uprava u Hrvatskoj, ne želimo stvarati drugu srpsku državu, izjavio predsjednik Srpske demokratske stranke dr. Jovan Rašković u intervjuu za Večernji list.[3]

### 27. ožujka
- Republički sekretar za unutrašnje poslove Vilim Mulc izvijestio Izvršno vijeće Sabora da je podnijet zahtjev za istragu protiv benkovačkog atentatora Boška Čubrilovića, s dužnosti je udaljen komandir stanice milicije Velimir Čirović, protiv kojeg je pokrenut disciplinski postupak, koji je pokrenut i protiv načelnika SJS Benkovac Ante Ljubičića.[3]

### 29. ožujka
- Postojeći CK SKJ nije legitiman, CK SKH-SDP već je na 8. sjednici 26. ožujka prihvatio stav da se najavljena sjednica CK SKJ za 30. ožujka ne može smatrati legitimnom i da u radu sjednice neće sudjelovati, stoji u priopćenju SKH-SDP u povodu plenuma CK SKJ sazvanog u Beogradu.[3]

### 30. ožujka
- Na sjednicu CK SKJ u Beograd iz Slovenije nije došao nitko, iz Hrvatske samo Boro Mikelić, iz SK Makedonije 3 člana, iz BiH 12, koji su imali velike rezerve i poslije pauze napustili sastanak, tako su ostali samo članovi iz Srbije s pokrajinama, Crne Gore i OSK JNA.[3]
- Javni prosvjed Inicijativnog kluba HDZ-a u Sarajevu upozorio na iseljavanja Hrvata iz BiH.[3]